# Baptistkyrkan, Karlskoga
För andra betydelser, se Baptistkyrkan.
Baptistkyrkan är en kristen frikyrka i västra Karlskoga på Ingemarsvägen i Ekeby.
Bofors baptistförsamling, bildades 1884, och på 1890-talet var modellsnickare Anders Lindberg församlingens föreståndare och predikant.
Kyrka för Karlskoga-Degerfors baptistförsamling.